# Gościszka
Gościszka – wieś w Polsce położona w województwie mazowieckim, w powiecie żuromińskim, w gminie Kuczbork-Osada. Ma status sołectwa.
W latach 1954–1959 wieś należała i była siedzibą władz gromady Gościszka, po jej zniesieniu w gromadzie Kuczbork-Osada. 